# Edmund Duckwitz

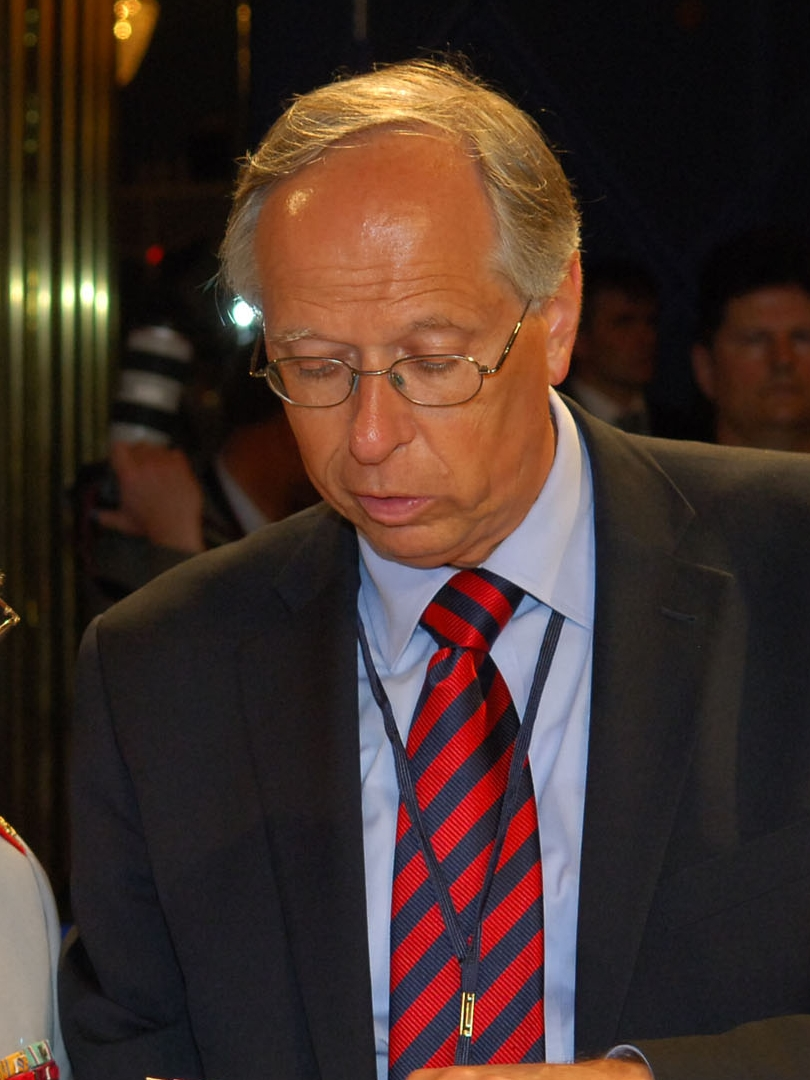
Edmund Duckwitz (2007)

Edmund Duckwitz (* 8. März 1949 in Bremen) ist ein ehemaliger deutscher Diplomat und war von Oktober 2010 bis Juli 2014 deutscher Botschafter in Mexiko. Zuvor war er von 2007 bis August 2010 Ständiger Vertreter der Bundesrepublik bei der Europäischen Union in Brüssel.

## Leben
1967 erlangte Duckwitz die Allgemeine Hochschulreife am Hermann-Böse-Gymnasium, bevor er von 1967 bis 1968 seinen Wehrdienst absolvierte und dort auch die zweijährige Ausbildung zum Leutnant der Reserve abschloss. Anschließend studierte er von 1969 bis 1973 Rechtswissenschaften an der Ruprecht-Karls-Universität Heidelberg und der Universität Genf und schloss dieses 1973 mit der 1. Juristische Staatsprüfung ab.
Es folgte das Referendariat (1974–1976). Zugleich war er während dieser Zeit als wissenschaftlicher Mitarbeiter am Max-Planck-Institut für ausländisches öffentliches Recht und Völkerrecht in Heidelberg tätig. Nachdem er seine Dissertationsarbeit unter dem Titel Rechtsfolgen bei Verletzung völkerrechtlicher Verträge verfasst hatte,  wurde er 1975 zum Dr. jur. promoviert.
1976 folgte seine  2. Juristische Staatsprüfung und er stieg im gleichen Jahr in den Vorbereitungsdienst für den Höheren Auswärtigen Dienst ein. Von 1978 bis 1981 war er an der Botschaft in Belgrad und von 1981 bis 1985 beim Auswärtigen Amt beschäftigt. Von 1985 bis 1989 war er Stellvertreter des Botschafters in Manila und von 1989 bis 1992 beim Auswärtigen Amt tätig, wo er Vertreter des Leiters eines Referats der Wirtschafts- und Europaabteilung gewesen ist. 1992 wurde er zum Botschafter in Santo Domingo in der Dominikanischen Republik ernannt, dessen Amt er 4 Jahre innehatte. Von 1996 bis 1999 war er im Bundeskanzleramt in Bonn stellvertretender Leiter der Abteilung für Außen-, Sicherheits- und Entwicklungspolitik. Von 1999 bis 2001 war er Botschafter der Bundesrepublik in Caracas in Venezuela, von 2001 bis 2006 Botschafter in Den Haag in den Niederlanden, von 2006 bis August 2007 Ständiger Vertreter der Bundesrepublik Deutschland bei der NATO und von August 2007 bis August 2010 Ständiger Vertreter der Bundesrepublik Deutschland bei der Europäischen Union in Brüssel.
Im Oktober 2010 wurde er Botschafter der Bundesrepublik Deutschland in Mexiko und verblieb auf diesem Posten bis zu seinem Eintritt in den Ruhestand im Juli 2014. Sein Nachfolger wurde daraufhin im August 2014 Viktor Elbling, der zuvor Leiter der Abteilung für Wirtschaft und Nachhaltige Entwicklung des Auswärtigen Amtes war.
Duckwitz ist verheiratet und hat drei Kinder. Sein Onkel zweiten Grades ist der ehemalige Diplomat Georg Ferdinand Duckwitz (1904–1973). Duckwitz sieht sich in der Nachfolge der außenpolitischen Tradition seines Onkels.

## Vorträge
- Der Vertrag über die Europäische Union – Bewertung unter besonderer Berücksichtigung des Bund-Länder-Verhältnisses. (Vortrag vor dem Europainstitut der Universität des Saarlandes) Saarbrücken, Saarbrücken, den 4. Mai 1992

## Publikationen
- Rechtsfolgen bei Verletzung völkerrechtlicher Verträge.Duncker und Humblot, Berlin 1975, ISBN  3-428-03402-3. (Zugleich: Heidelberg, Univ., Jurist. Fak., Diss. 1975.)